# PETáza
PETázy jsou enzymy, patřící mezi hydrolázy a podrobněji do esteráz, které katalyzují hydrolýzu polyethylentereftalátu (PET) na monomer v podobě kyseliny 2-hydroxyethyltereftalové (MHET). Souhrnná rovnice (kde n je počet monomerů v polymerovém řetězci), vypadá takto:
(ethylentereftalát)n + H2O → (ethylentereftalát)n-1 + MHET
Malá množství PET se rozkládají na bis(2-hydroxyethyl)tereftalát (BHET)
PETázy mohou také štěpit PEF (polyethylen-2,5-furandikarboxylát), který je biologicky odvoditelný od PET, na obdobný mono-2-hydroxyethylfuranoát (MHEF). PETázy nekatalyzují hydrolýzy alifatických polyesterů, jako jsou polybutylensukcinát a kyselina polymléčná.
Neenzymatický přirozený rozklad PET může trvat stovky let, ale PETázy jej rozloží za několik dnů.

## Historie
První PETáza byla objevena v roce 2016 u kmenu 201-F6 bakterie Ideonella sakaiensis získaného v Japonsku z kalů nedaleko místa, kde byly recyklovány PET lahve. Následně byly nalezeny další hydrolázy rozkládající PET, patřící do několika skupin, například mezi lipázy, esterázy a kutinázy. Objevy enzymů rozkládajících polyestery byly učiněny již v letech 1975 (šlo o α-chymotrypsin) a 1977 (v tomto případě se jednalo o lipázu).
PET se začal ve větším rozsahu používat v 70. letech 20. století, PETázy u bakterií byly ale objeveny mnohem později. PETázy mohou mít souvislost s rozkládáním voskovitých vrstev na rostlinách.

## Struktura
K dubnu 2019 bylo popsáno 17 trojrozměrných krystalových struktur PETáz: 6QGC, 6ILX, 6ILW, 5YFE, 6EQD, 6EQE, 6EQF, 6EQG, 6EQH, 6ANE, 5XJH, 5YNS, 5XFY, 5XFZ, 5XG0, 5XH2 a 5XH3.
PETázy mají podobné vlastnosti jako lipázy a kutinázy, stejně jako ony patří mezi α/β-hydrolázy; jejich aktivní místa jsou ale otevřenější než u kutináz. PETáza bakterie Ideonella sakaiensis se podle databáze Pfam podobá dienlaktonhydroláze, podle ESTHER patří do skupiny polyesteráz-lipáz-kutináz.
Je známo 69 PETázových enzymů, vyskytujících se u různých skupin organismů; tyto enzymy lze rozdělit do dvou skupin, na typy I a II. K typu I se řadí 57 enzymů a zbylých 12, včetně PETázy u Ideonella sakaiensis, patří do typu II. Všechny popsané PETázy mají v aktivní oblasti stejnou trojici aminokyselin, což naznačuje, že katalytický mechanismus je u všech stejný.

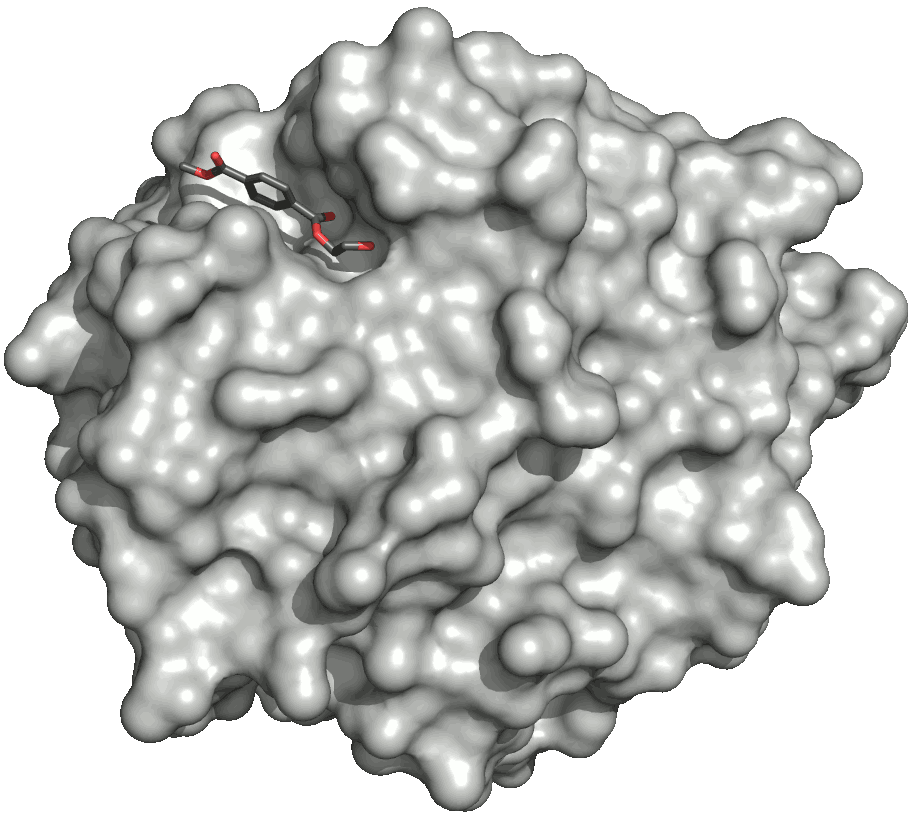
Povrch dvojitého mutantu PETázy 5XH3 (R103G a S131A) s HEMT (1-(2-hydroxyethyl)4-methyltereftalátem) navázaným na aktivní místo. HEMT je analogem MHET, na který se váže methanol esterovou vazbou.
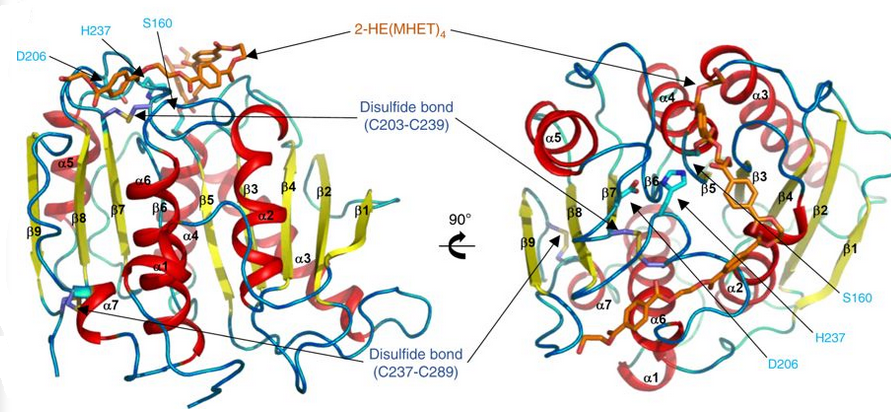
Diagram PETázy se třemi zbytky Ser160, Asp206 a His237. Katalytická triáda je znázorněna světle modře. Aktivní místo je znázorněno oranžově, což naznačuje stimulaci molekulou 2-HE(MHET)4.

## Mutace
V roce 2018 byla objevena mutace původní PETázy, která rozkládá PET výrazně rychleji; ve stejné studii bylo také zjištěno, že PETázy mohou štěpit polyethylen-furan-2,5-dikarboxylát (PEF).

## Další rozklad u I. sakaiensis

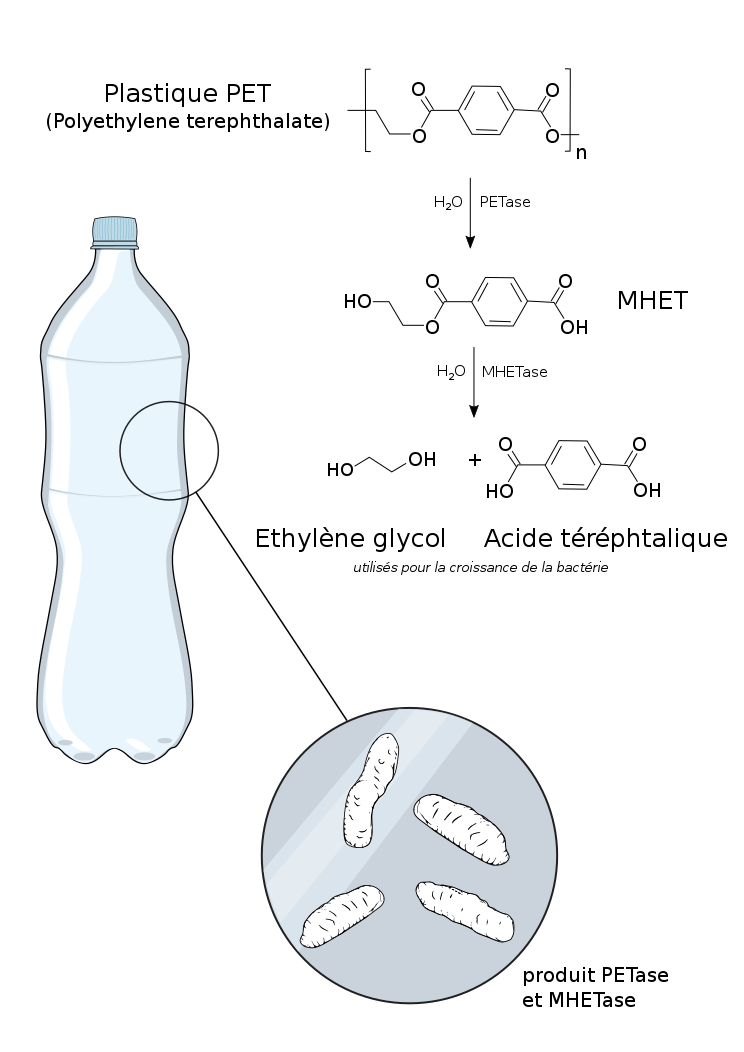
Reakce PETázy a MHETázy

U I. sakaiensis je vzniklý MHET působením MHETázy dále rozkládán na kyselinu tereftalovou a ethylenglykol.
Uměle vytvořené proteiny, které spojují MHETázu a PETázu, mají vyšší účinnost než podobné směsi volných enzymů.